# Arwal (Distrikt)
Der Distrikt Arwal (Hindi अरवल जिला, Urdu ارول ضلع) ist ein Distrikt im indischen Bundesstaat Bihar. Verwaltungssitz ist die Stadt Arwal.

## Geographie

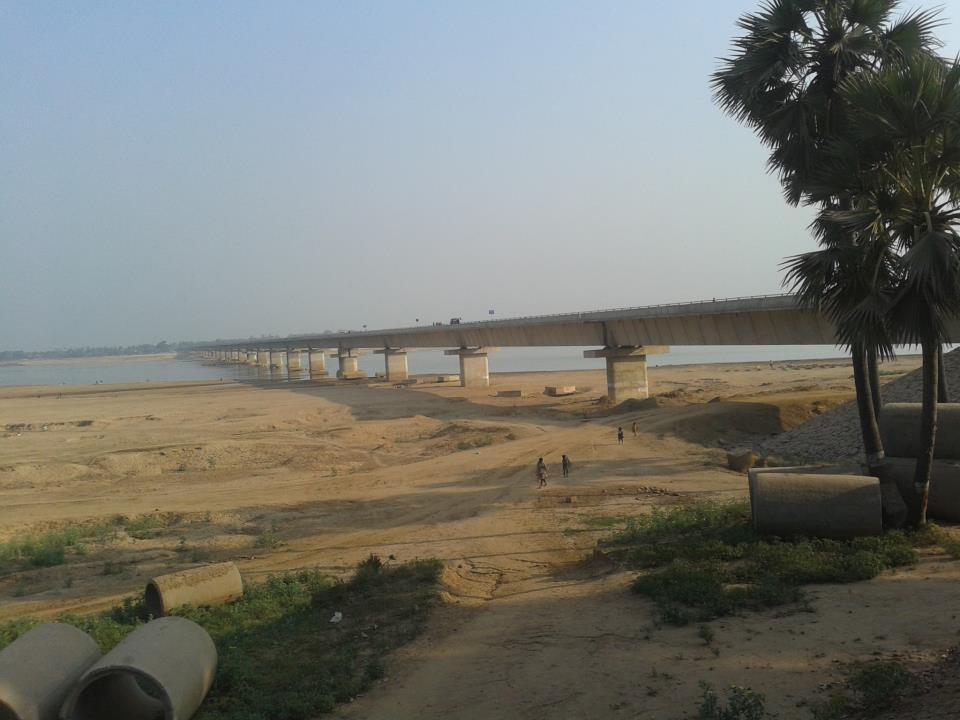
Brücke über den Fluss Son

Der Distrikt gehört zur weiteren Ganges-Tiefebene. Die westliche Distriktgrenze wird vom Fluss Son, einem linksseitigen Zufluss des Ganges gebildet.

## Geschichte
Das Gebiet des Distrikts kam nach der Schlacht von Buxar 1764 unter die Herrschaft der Britischen Ostindien-Kompanie. 1857 führte der Indische Aufstand hier zu einem vorübergehenden Zusammenbruch der britischen Herrschaft. Nach der Niederschlagung des Aufstandes wurde 1865 aus Teilen der Distrikte Bihar and Ramgarh der neue Distrikt Gaya gebildet. In den Jahren 1866–67 und erneut 1878–79 kam es in der Gegend zu schweren Hungersnöten. Nach der Unabhängigkeit Indiens 1947 kam das Gebiet zum Bundesstaat Bihar. 1986 wurde aus Teilen des Distrikts Gaya der neue Distrikt Distrikts Jehanabad gebildet und am 20. August 2001 entstand aus Teilen von Jehanabad der Distrikt Arwal.

## Politik
Der Distrikt gehört zum naxalitisch-maoistisch beeinflussten „Roten Korridor“, gilt allerdings als weniger betroffen.
1997 fand im Distrikt im Dorf Luxmanpur Bathe ein Massaker an Unberührbaren (Dalits) statt, die verdächtigt wurden die Naxaliten zu unterstützen. Die Tat wurde von Ranvir Sena, einer privaten Miliz der oberen Kasten verübt. Dem vorausgegangen war ein Massaker an 32 Angehörigen oberer Kasten durch Maoisten im Februar 1992 im Ort Bara (Distrikt Gaya).

## Bevölkerung
Die Einwohnerzahl lag 2011 bei 700.843. Die Bevölkerungswachstumsrate im Zeitraum von 2001 bis 2011 betrug 18,89 %. Arwal hat ein Geschlechterverhältnis von 928 Frauen pro 1000 Männer und damit den in Indien häufig anzutreffenden Männerüberschuss. Der Distrikt hatte 2011 eine Alphabetisierungsrate von 67,43 % im Jahr, eine Steigerung um knapp 12 Prozentpunkte gegenüber dem Jahr 2001. Die Alphabetisierung liegt damit unter dem nationalen Durchschnitt. Knapp 91 % der Bevölkerung sind Hindus und ca. 9 % sind Muslime.
Knapp 7,4 % der Bevölkerung leben in Städten.

## Wirtschaft
Nach der Agrarstatistik 2008/2009 wurde auf 44.100 ha Reis (Kharif), sowie auf 15.000 ha Weizen (Rabi) angebaut. Insbesondere während der Wintersaison spielt der Bewässerungsfeldbau eine große Rolle.